# Gouvernement Bahnini
Pour les articles homonymes, voir Bahnini.
Monarchie constitutionnelle
Conseil Hassan II 3 Conseil Hassan II 4
Le Gouvernement Bahnini est le neuvième gouvernement du Maroc depuis son indépendance en 1955. Formé le 13 novembre 1963, il a été remanié le 20 août 1964 et dissous le 3 novembre 1965,,.

## Composition

### Initiale
| Portefeuille                                                                                      | Ministre                                 |
| ------------------------------------------------------------------------------------------------- | ---------------------------------------- |
| Premier ministre                                                                                  | Ahmed Bahnini                            |
| Ministre d'État chargé des Affaires de la Mauritanie et du Sahara marocain                        | Fal Ould Oumeir                          |
| Ministre des Affaires étrangères                                                                  | Ahmed Réda Guédira                       |
| Ministre délégué auprès du Premier ministre                                                       | Abdelhadi Boutaleb                       |
| Ministre de la justice                                                                            | Abdelkader Benjelloun                    |
| Ministre de l’Intérieur                                                                           | Abderrahmane Khatib                      |
| Ministre des Affaires sociales, des Finances et de l’Agriculture                                  | Driss Slaoui                             |
| Ministre de la Défense nationale                                                                  | Mahjoubi Aherdane                        |
| Ministre de l’Éducation nationale                                                                 | Youssef Belabbès                         |
| Ministre des Travaux publics                                                                      | Mohamed Benhima                          |
| Ministre de la Santé publique                                                                     | Larbi Chraïbi                            |
| Ministre des PTT                                                                                  | Mohamed Benabdeslam El Fassi El Halfaoui |
| Ministre de l’Information, du Tourisme, des Beaux-Arts et de l’Artisanat                          | Moulay Ahmed Alaoui                      |
| Ministre de l’Emploi et des Affaires sociales                                                     | Thami El Ouazzani                        |
| Ministre des Habous, chargé des Affaires islamiques                                               | Ahmed Bargache                           |
| Secrétaire d'État aux Finances                                                                    | Mamoun Tahiri                            |
| Secrétaire d’État chargé du Commerce, de l’Industrie moderne, des Mines et de la Marine marchande | Ahmed Bennani                            |
| Secrétaire d’État chargé de l’Agriculture                                                         | Noureddine Chourfi                       |
| Secrétaire d’État chargé de l’Information, du Tourisme, des Beaux-arts et de l’Artisanat          | Mohamed Haddou Chiguer                   |

### Remaniement du 20 août 1964[4]
| Portefeuille | Ministre                  |
| --- | ------------------------- |
| Premier ministre Ministre chargé des Affaires de la Mauritanie et du Sahara marocain                                | Ahmed Bahnini             |
| Ministre de la Justice                                                                                              | Abdelhadi Boutaleb        |
| Ministre des Affaires étrangères                                                                                    | Ahmed Taïeb Benhima       |
| Ministre des Affaires économiques et des Finances                                                                   | Mohamed Cherkaoui         |
| Ministre de la Défense nationale                                                                                    | Mohamed Ameziane Zehraoui |
| Ministre de l’Intérieur                                                                                             | Mohamed Oufkir            |
| Ministre de l’Éducation nationale                                                                                   | Youssef Belabbès          |
| Ministre des Travaux publics                                                                                        | Mohamed Benhima           |
| Ministre de l’Agriculture                                                                                           | Mahjoubi Aherdane         |
| Ministre de l’Information, du Tourisme, des Beaux-arts et de l’Artisanat                                            | Moulay Ahmed Alaoui       |
| Ministre de la Santé publique                                                                                       | Larbi Chraïbi             |
| Ministre des Habous, chargé des Affaires islamiques                                                                 | Ahmed Bargache            |
| Ministre de la Fonction publique et de la Réforme administrative                                                    | Thami El Ouazzani         |
| Ministre de la Jeunesse et des Sports                                                                               | Abderrahmane Khatib       |
| Ministre des PTT | Mohamed Haddou Chiguer    |
| Ministre de l’Emploi et des Affaires sociales                                                                       | Mohamed Ammour            |
| Secrétaire d'État chargé des Finances                                                                               | Mamoun Tahiri             |
| Secrétaire d’État chargé du Commerce, de l’Industrie moderne, des Mines et de la Marine marchande                   | Ahmed Bennani             |
| Secrétaire d’État chargé de l’Enseignement technique, de la Formation professionnelle et de la Formation des cadres | Abdelhafid Boutaleb       |
| Secrétaire d’État chargé de l’Information, du Tourisme, et des Beaux-arts                                           | Abderrahmane Cohen        |